# Gottlieb Ambrosius
Gottlieb Ambrosius (* um 1748; † nach 1814) war ein preußischer Beamter.

## Leben
Zur Herkunft und Ausbildung gibt es zu Gottlieb Ambrosius keine Hinweise.
1766 kam er zur preußischen Armee und erreichte den Dienstgrad eines Unteroffiziers, bis er 1776 seinen Abschied nahm und im gleichen Jahr eine Tätigkeit in der preußischen Steuerverwaltung aufnahm.
1784 wurde er Akziseeinnehmer in Nordenburg, bevor er 1788 als Provinzial-Inspektor im ostpreußischen Kreis Bartenstein tätig wurde; am 7. Mai 1799 erfolgte seine Beförderung zum Ober-Akzise- und Zollrat in der Akzisedirektion Königsberg.
Nachdem im Juni 1806 die Kriegs- und Domänenkammer Königsberg mit der Akzisedirektion zusammengelegt worden war, wurde er zum Kriegs- und Domänenrat ernannt und gehörte der Akzisedeputation der Königsberger Kammer an.
1808 war er als Regierungsrat in der Abgabendeputation der ostpreußischen Regierung.
Im Januar 1814 wurde er alters- und krankheitsbedingt pensioniert.